# Parc Lounaispuisto
Le Parc Lounaispuisto (en finnois : Lounaispuisto) est un parc de Jyväskylä en Finlande.

## Présentation
Le parc abrite un kiosque et une scène conçus par Olavi Kivimaa et un terrain de jeux.

## Galerie

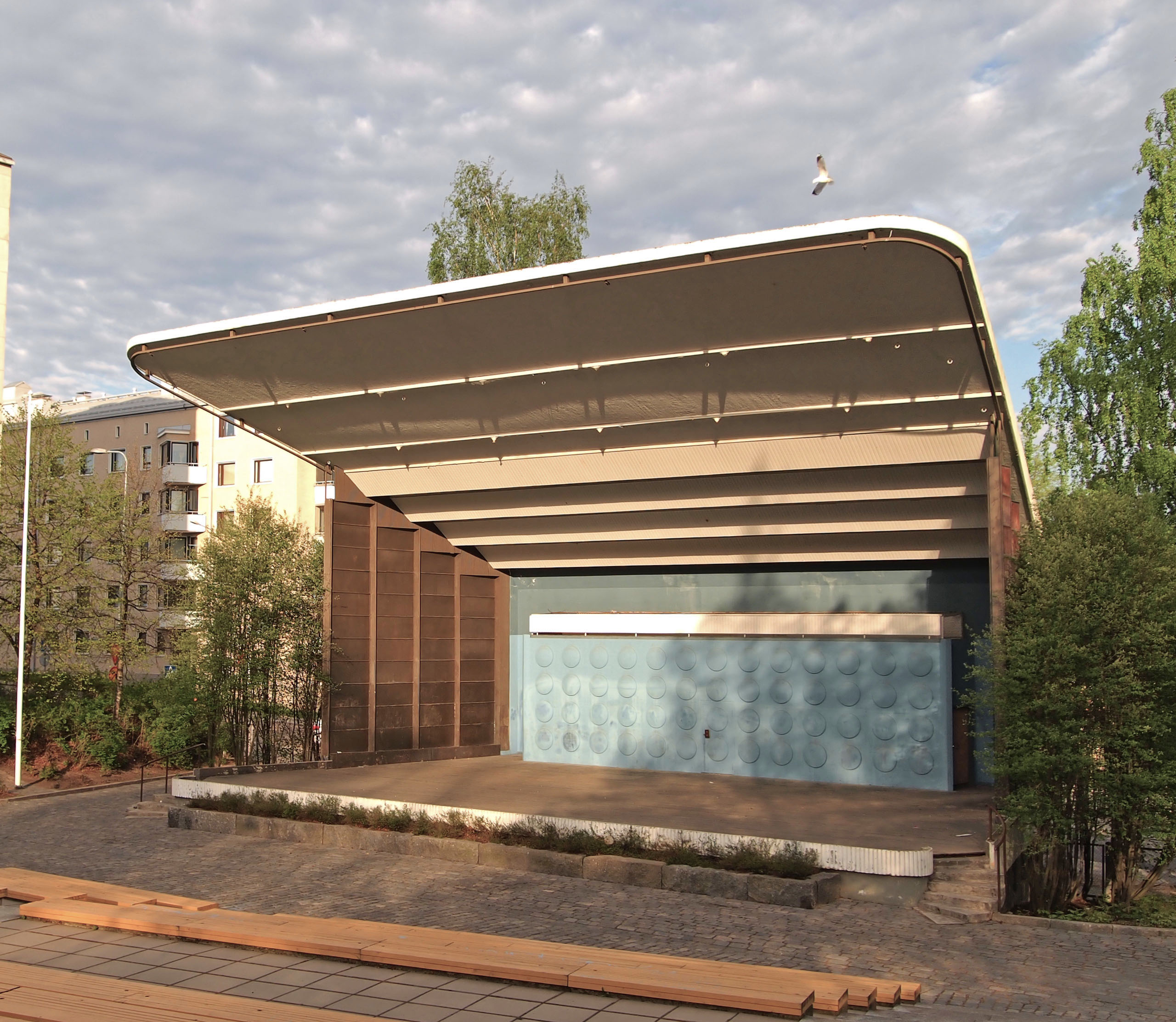
La scène.
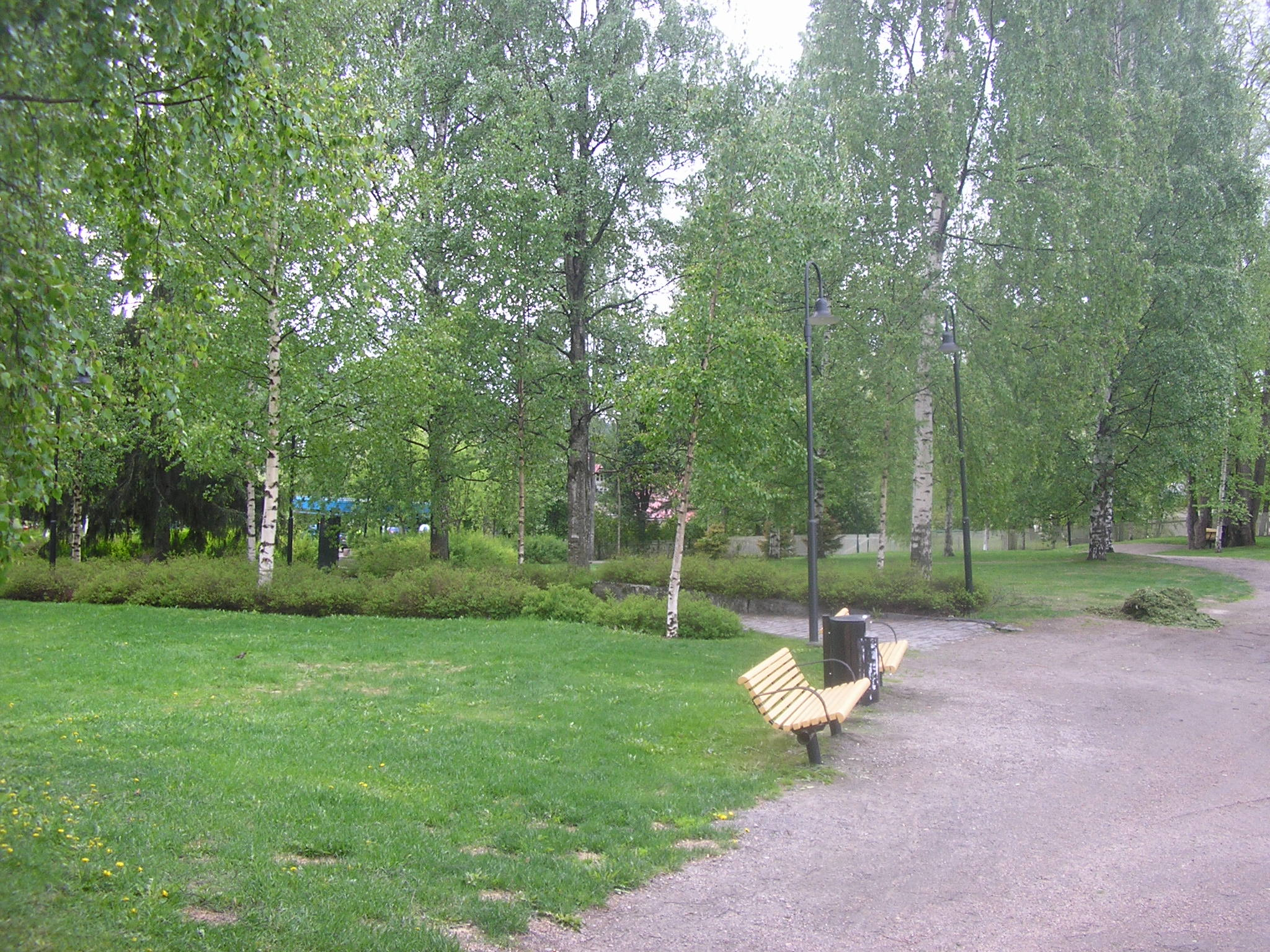
Le parc.